# Undone - The Sweater Song
«Undone - The Sweater Song» es un sencillo de la banda estadounidense Weezer del año 1994. Es el primer sencillo publicado por la banda, y fue lanzado para promocionar la salida del álbum de estudio debut Weezer, también conocido como The Blue Album. Rivers Cuomo afirma que la intención de esta canción es que fuera una canción triste, aunque muchos la tomaron como una canción hilarante.

## Canción
Al grabarla, Weezer quería poner en el principio ruidos de distintos objetos, cosa que no se consiguió, pero que se reemplazó con una conversación entre el bajista Matt Sharp y un amigo de la banda Karl Koch. Normalmente, en un concierto, Weezer invita a un miembro del público a tocar la parte acústica de «Undone - The Sweater Song». En 2005, Dave Grohl subió al escenario a tocar, durante una gira compartida con Foo Fighters.

## Videoclip
Este fue el primer video de la banda. Es mencionado en el libro Rivers' Edge: The Weezer Story, en el cual el grupo insistió en que el vídeo no tuviera nada que ver con un suéter. El video era muy simple: se trata de Weezer tocando en un escenario azul, grabado con una steadicam. En el vídeo la banda está tocando en una versión más acelerada de la canción, aunque al bajarle la velocidad, pareciera como que la banda está tocando en el tiempo correcto. 
Hubo un episodio humorístico durante la grabación del video, que fue la frustración general de la banda de tener que tocar aproximadamente 25 veces la canción en una versión más rápida que la original, además de que uno de los perros del director defecó en la pedalera del bajista Matt Sharp. En el vídeo, Rivers Cuomo luce una camiseta del equipo de fútbol Tiburones Rojos de Veracruz, lo que ocasionó que durante su primer concierto en México, muchos seguidores estuvieran luciendo esa camiseta.

## Listado de temas
Sencillo promocional en CD lanzado en Estados Unidos
Este sencillo fue lanzado con un error de edición (es mucho más corto de lo normal) pero hay unas pocas ediciones en la que está bien grabado.
- «Undone - The Sweater Song» - 3:58

Sencillo en casete lanzado en Estados Unidos
- «Undone - The Sweater Song» - 4:58
- «Holiday» - 3:26

Sencillo en vinilo de 7" lanzado en Estados Unidos para emisión radial
- «Undone - The Sweater Song» - 4:58
- «Holiday» - 3:26

Sencillo en CD lanzado en Australia
- «Undone - The Sweater Song» - 4:58
- «Mykel & Carli» - 2:53
- «Suzanne» - 2:46
- «Sweet Adeline (My Evaline)» - 0:44

Sencillo en CD, casete y vinilo de 7" lanzado en el Reino Unido
- «Undone - The Sweater Song» - 4:58
- «Mykel & Carli» - 2:53
- «Suzanne» - 2:46
- «Holiday» - 3:26

Sencillo en CD lanzado en Francia
- «Undone - The Sweater Song» - 4:58
- «My Name Is Jonas» - 3:24

Sencillo promocional de edición limitada en vinilo de 7" lanzado en Francia
- «Undone - The Sweater Song» - 4:58
- «My Name Is Jonas» - 3:24

## Posicionamiento en listas
| Lista (1994)                            | Mejor posición |
| --------------------------------------- | -------------- |
| Canadá (RPM)                            | 6              |
| Estados Unidos (Billboard Hot 100)      | 57             |
| Estados Unidos (Modern Rock Tracks)     | 6              |
| Estados Unidos (Mainstream Rock Tracks) | 30             |
| Reino Unido (UK Singles Chart)          | 35             |

## Créditos
- Rivers Cuomo – guitarra líder, guitarra rítmica, vocalista principal
- Brian Bell – coros
- Matt Sharp – bajo eléctrico, coros
- Patrick Wilson – batería
- Karl Koch – piano